# Closer (Joy Division)
Closer is het tweede en laatste album van de Britse new wavegroep Joy Division uit 1980. De muziek is donker getint.
Closer wordt wel als afscheidsalbum van Ian Curtis gezien. Het werd uitgegeven nadat Curtis zich op 18 mei 1980 verhing. Curtis schrijft in dit album, dat zeer weinig tot geen optimisme kent, zijn persoonlijke problemen van zich af. De zanger leed aan epilepsie en depressiviteit en schreef in dit album over deze thema's.
In het Verenigd Koninkrijk behaalde het album de 6e plaats in de UK Albums Chart. In 1980 werd het NME's Album van het jaar. Closer geldt als een klassieker. In de Kink FM's album top 100 aller tijden eindigde dit album vaak hoog, net als het eerste album Unknown Pleasures.
In 2007 is het album geremasterd en heruitgebracht, gelijktijdig met de albums Unknown Pleasures en Still.

## Achtergrond
Joy Division, dat van 1977 tot en met 1980 bestond en door de zelfmoord van zanger Ian Curtis werd opgeheven, heeft twee studioalbums gemaakt. Het eerste album Unknown Pleasures uit 1979 en album Closer in het jaar erop. Bij dit tweede album werd er meer gebruikgemaakt van synthesizers en studio-effecten. De bandleden hadden elkaar beloofd de band op te heffen wanneer een van hen zou overlijden. Na Curtis' dood gingen de overige bandleden door onder de bandnaam New Order.

## Tracklist

### Kant 1
1. Atrocity Exhibition
2. Isolation
3. Passover
4. Colony
5. A Means to an End

### Kant 2
1. Heart and Soul
2. Twenty Four Hours
3. The Eternal
4. Decades

## Muzikanten
- Ian Curtis - Zang
- Bernard Sumner - Gitaar, synthesizer
- Peter Hook - Bas
- Stephen Morris - Drums

## Hoesontwerp
Het hoesontwerp is van Martyn Atkins en Peter Saville met daarop een foto van het familiegraf van de familie Appiani op de begraafplaats Monumentale begraafplaats van Staglieno te Genua, Italië. De foto is gemaakt door Bernard Pierre Wolff in 1978. Het beeldhouwwerk is van Demetrio Paernio en is in 1910 gemaakt.